# Иниотеф III
Иниотеф III Нахетнебтепнефер (Антеф III, Интеф III) — фараон Древнего Египта, правивший приблизительно в 2063 — 2055 годах до н. э., из XI династии (Первый переходный период). Сын Иниотефа II Уаханха.

## Правление
Занял престол после смерти своего престарелого отца, находившегося у власти около 50 лет. Вступив на престол Иниотеф III принял хорово имя Нахетнебтепнефер («Могущественен владыка на вершине удачи»). Тот факт, что он наследовал Уаханху Иниотефу II, отмечен на заупокойной стеле Чечи. Последний сообщает, что сохранил свою должность главного казначея, когда Уаханх «отправился к своему горизонту и его сын занял его место». Его место в этой династии подтверждается также заупокойной стелой чиновника Иниотефа, упоминающей трёх царей в следующем порядке Уаханх Иниотеф, Нахетнебтепнефер Иниотеф и Санхибтауи Ментухотеп. Учитывая количество лет правления его отца, можно предположить, что он был уже не молод и пребывание его на троне, видимо, было коротким — скорее всего, не больше 10 лет, хотя точное количество неизвестно. В Туринском царском папирусе за царём № 6.14, имя которого не сохранилось, но известно количество лет его правления, а именно 49, следует царь № 6.15, имя которого также неизвестно, а года правления составляют 8 лет. Многие историки видят здесь Иниотефа II с его полувековым правлением и Иниотефа III, годы царствования которого таким образом длились 8 лет.
Обнаруженная в Абидосе стела с именем этого царя доказывает, что он всё ещё удерживал Тинитский ном, захваченный его отцом. Похоже, он взошёл на престол примерно в то же время, когда смерть фараона Мерикара Хети IV привела к концу правления IX Гераклеопольской династии (Дома Хети).
| G5 |

| G5 |

| N35 · M3 · X1 | V30 · D1 · Z1 | F35 |

| N35 · M3 · X1 | V30 · D1 · Z1 | F35 |

| N35 · M3 · N5 · X1 | V30 · D1 · F35 |

| N35 · M3 · N5 · X1 | V30 · D1 · F35 |

| V30 · D1 · Z1 | F35 |

| V30 · D1 · Z1 | F35 |

| G39 | N5 |

| G39 | N5 |

| G39 | N5 | W25 | N35 · X1 · I9 |

| G39 | N5 | W25 | N35 · X1 · I9 |

| G39 | N5 | W25 | N35 · X1 · I9 |

| G39 | N5 | W25 | N35 · X1 · I9 |

| G39 | N5 | W25 | N35 · X1 · I9 |

| G39 | N5 | W25 | N35 · X1 · I9 |

| G39 | N5 | W25 | N35 · X1 · I9 |

| G39 | N5 | W25 | N35 · X1 · I9 |

| G39 | N5 | W25 | N35 · X1 · I9 | ? |

| G39 | N5 | W25 | N35 · X1 · I9 | ? |

| XI династия                |                                                       |                         |
| Предшественник: Иниотеф II | фараон Египта ок. 2018 — 2010 до н. э. (правил 8 лет) | Преемник: Ментухотеп II |